# 黄河協奏曲
黄河協奏曲（こうがきょうそうきょく、中：黄河鋼琴協奏曲）は、冼星海が1939年に作曲した管弦楽と合唱のためのカンタータ「黄河大合唱」をもとに、1969年に中国中央交響楽団が集団創作したピアノ協奏曲。カンタータから協奏曲へと編曲・再構成するにあたって、殷承宗ら（その他、儲望華・盛礼洪・劉庄など）が中心となり、「黄河大合唱」から4曲を抜粋した。この時に概ね3/5程度の演奏時間に短縮されたが、基本的には第4楽章の「川辺対口曲」以外の主題は全てピアノ協奏曲に継承されている。中国中央交響楽団により1970年初演。

## 概要
文化大革命の時期に、半ば政治主導で西洋楽器のために創られた愛国的・民族的な音楽の一つであり、ヴァイオリン協奏曲《梁祝小提琴協奏曲》と並んで、中国版社会主義リアリズム音楽の実例となっている。
原曲となった黄河大合唱の曲順は次の通りである。作詞は光未然。
1. 前奏：黄河船夫曲
2. 黄河頌
3. 黄水謡
4. 川辺対口曲
5. 黄河怨
6. 保衛黄河
7. 怒吼吧　黄河

## 楽曲構成
「黄河協奏曲」の楽章構成は次の通りである（カッコ内は中国語の原語）。
1. 前奏曲「黄河の船頭の歌」（黄河船夫曲）　Allegro molto agitato
2. 黄河をたたえる （黄河頌）　Adagio maestoso
3. 怒れる黄河（黄河憤）　Andantino grazioso
4. 黄河を護れ （保衛黄河）　Allegro

## 楽器編成
独奏ピアノ、ピッコロ（2番フルート持ち替え）、笛子（2番フルート持ち替え）、フルート2、オーボエ2、クラリネット（変ロ調）2、ファゴット2、ホルン（ヘ調）4、トランペット（変ロ調）2、トロンボーン3、ティンパニ、トライアングル、シンバル、ハープ、弦五部

## 録音
アメリカ合衆国ではユージン・オーマンディの指揮によって上演・録音が行われた。林克昌指揮・群馬交響楽団演奏によるCDが販売されている（日本コロムビア製作、香港レコード社頒布。1980年12月及び1981年1月録音）。